# Norman LeJeune
Norman LeJeune, Jr. (10 de mayo de 1980 en Baton Rouge, Luisiana) es un jugador profesional de fútbol americano juega la posición de safety actualmente es agente libre. Fue seleccionado por Philadelphia Eagles en la séptima ronda del Draft de la NFL de 2003. Jugo como colegial en Louisiana State.
También participó con Tennessee Titans, Miami Dolphins, Indianapolis Colts en la National Football League, Amsterdam Admirals en la NFL Europa, New Orleans VooDoo en la Arena Football League y California Redwoods en la United Football League.

## Estadísticas UFL
| Temporada | Año | Tkl | Ast | Tot | Sck | Yds | FF |
| --------- | --- | --- | --- | --- | --- | --- | -- |
| 2009      | CAR | 7   | 2   | 8.0 | 0.0 | 0   | 1  |